# Massicot
El massicot és un mineral de plom i oxigen, l'òxid de plom(II) de fórmula química PbO, de color groc sofre, duresa 2 i una densitat de 9,64 g/cm³, cristal·litza en el sistema ortoròmbic. El nom és francès i prové delcastellà mazacote, aquest de l'àrab masḥaqūniyā, i aquest del siríac mšaḥ qūnyā, literalment, "ungüent de sosa".
Segons la classificació de Nickel-Strunz, el massicot pertany a «04.AB: Òxids amb proporció Metall:Oxigen = 2,1 i 1:1, amb M:O = 1:1 (i fins a 1:1,25); amb cations grans» juntament amb els següents minerals: swedenborgita, brownmil·lerita, srebrodolskita, montroydita, litargiri i romarchita.
Existeix un altre mineral d'òxid de plom (II), anomenat litargiri, que es diferencia del massicot en l'estructura cristal·lina i en les propietats físiques.